# Balassa Emil
Balassa Emil, 1919-ig Berger (Budapest, 1888. szeptember 11. – Ercsi, 1944. október 23.) újságíró, író, színműíró.

## Élete
Berger Lajos (Lázár) könyvelő és Hirsch Regina gyermekeként született. A József Műegyetemen tanult, de tanulmányait nem fejezte be. Újságírói pályáját az Egyetértés című napilapnál kezdte, majd a Magyar Hírlap és 1910-től a Világ munkatársa lett. 1920-ban a Színházi Világ felelős szerkesztőjeként működött. Az 1920–30-as években több budapesti kabaré dramaturgja és művészeti igazgatója volt. 1944 végén a nyilasok elhurcolták.
Kabarétréfákat, egyfelvonásosokat, operettlibrettókat és dalokat írt. Kabarétréfáit és -jeleneteit Nagy Endre népszerűsítette.
1948 szeptemberében helyezték végső nyugalomra a Kozma utcai izraelita temető mártírparcellájában. A temetésen beszédet mondott Sós Endre és Boross Elemér.

## Magánélete
Első házastársa Zirner Lívia (Zalai Lili néven színésznő) volt, akit 1922. február 5-én Budapesten, a Terézvárosban vett nőül, majd 1926-ban elvált tőle. Második felesége Illés Piroska (1892–1961) volt, Illés József újságíró, kiadóhivatali igazgató lánya, akivel 1930. január 2-án kötött házasságot.

## Főbb művei
- A magyar kabaré tízéves antológiája. Összeállította Emőd Tamással. (Budapest, 1918)
- A francia Riviera. Útikönyv. (Lloyd útikönyvek. Budapest, 1928)
- Svájc. Útikönyv. (Lloyd útikönyvek. Budapest, 1928)

### Színpadi művei
- A csókbakter. Operett 3 felvonásban. Hardt és Schwartz nyomán. (bemutató: Revü Színház, 1919. október 18.)
- Szilveszter. Operett 3 felvonásban. Urai Dezsővel, Marton Géza zenéjére. (bemutató: Revü Színház, 1920. december 20.)
- A szerelem királya. Operett 3 felvonásban. Paul Lincke zenéjére. (bemutató: Revü Színház, 1920. október 16.)
- Angyalka. Operett 3 felvonásban. Fordította Kardos Andorral, Robert Stolz zenéjére. (bemutató: Scala Színház, 1922. június 24.)
- A feleség csókja. Zenés játék 3 felvonásban. Szántó Mihály zenéjére. (bemutató: Várszínház, 1923. március 31.)
- Te nem ismered Verát! Vígjáték 3 felvonásban. Mihály Istvánnal. (bemutató: Fővárosi Művész Színház, 1929. december 21.)
- Éjféli tánc. Operett, Chorin G. zenéjével. (év nélkül)